# Studnice (district de Chrudim)
Pour les articles homonymes, voir Studnice.
Studnice (en allemand : Studnitz) est une commune du district de Chrudim, dans la région de Pardubice, en République tchèque. Sa population s'élevait à 458 habitants en 2022.

## Géographie
Studnice se trouve à 3 km au sud de Hlinsko, à 25 km au sud-sud-est de Chrudim, à 35 km au sud-sud-est de Pardubice et à 112 km à l'est-sud-est de Prague.
La commune est limitée par Hlinsko au nord, par Hamry et Vortová à l'est, par Herálec, Vojnův Městec et Krucemburk au sud, par Hlinsko à l'ouest et par Vítanov au nord-ouest.

## Histoire
La première mention écrite de la localité date de 1303.

## Administration
La commune se compose de trois sections :
- Košinov
- Studnice
- Zalíbené

## Galerie

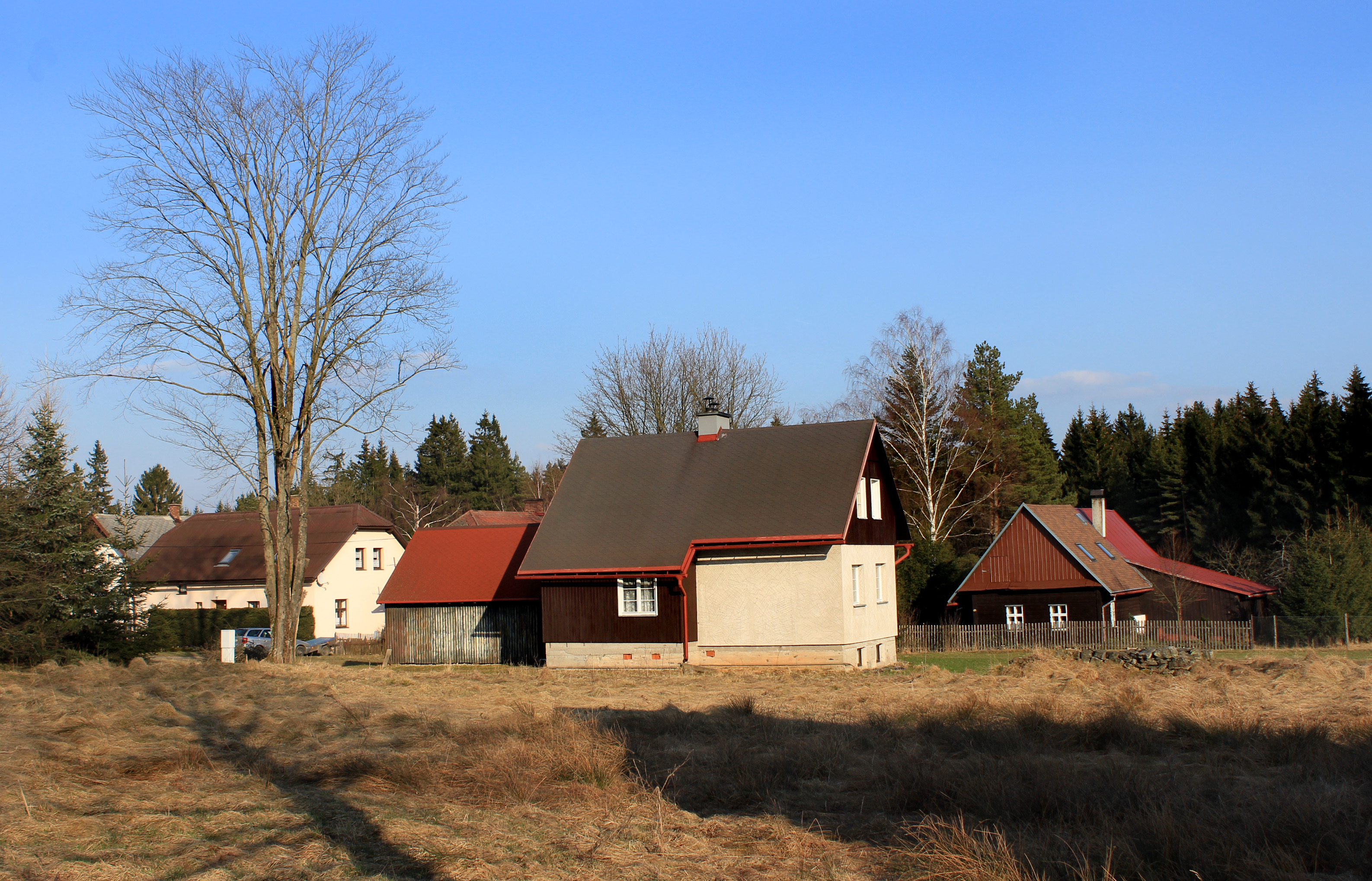
Hameau de Košinov.
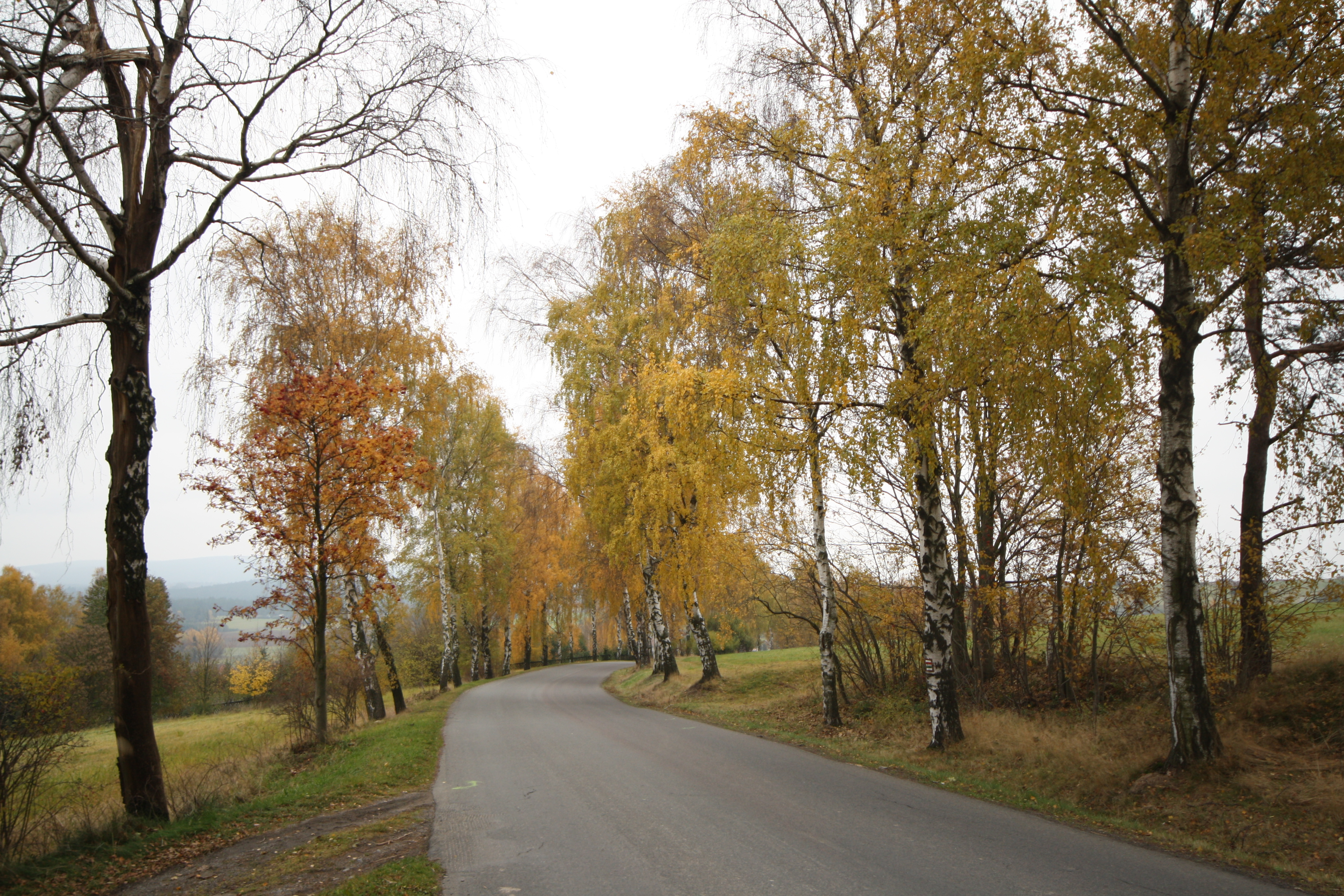
Route de Hlinsko en automne.

## Transports
Par la route, Studnice se trouve à 3 km du centre de Hlinsko, à 33 km de Chrudim, à 42 km de Pardubice et à 149 km de Prague. 